# پولی اسکترگود
پولی اسکترگود (زاده ۱۸ اکتبر ۱۹۸۶) یک خواننده و ترانه‌سرای انگلیسی است. او به عنوان اثیری، تاریک، شدید و دمدمی توصیف شده‌است، در حالی که سبک موسیقی او به عنوان «اوایل قرن بیست و یکم الکترو رقص پاپ لندن» توصیف شده‌است. اولین آلبوم اسکترگود با نام خود در بهار ۲۰۰۹ در بریتانیا و ایالات متحده منتشر شد. نقدهای متفاوت اما به‌طور کلی مثبت دریافت کرد. Arrows دومین آلبوم استودیویی اسکترگود بود که توسط کن توماس و جولیون توماس تهیه شد و در پاییز ۲۰۱۳ منتشر شد. Arrows در رسانه‌ها نقدهای مثبتی دریافت کرد و ایندیپندنت، رولینگ استون و موجو هر کدام چهار ستاره به آن اهدا کردند.
پولی اسکترگود در ۱۸ اکتبر ۱۹۸۶ در ویونهو، اسکس متولد شد. او در نزدیکی کولچستر بزرگ شد.
در سن ۱۶ سالگی، او به لندن رفت تا در مدرسه بریت که یک آکادمی هنرهای نمایشی بود شرکت کند.

## آهنگ‌شناسی

### آلبوم‌های استودیویی
| سال  | آلبوم                                    | اوج موقعیت‌های نمودار |
| سال  | آلبوم                                    | انگلستان             |
| ---- | ---------------------------------------- | -------------------- |
| ۲۰۰۹ | پولی اسکترگود - منتشر شده در ۹ مارس ۲۰۰۹ | ۱۵۷                  |
| ۲۰۱۳ | فلش‌ها - منتشر شده در ۲۱ اکتبر ۲۰۱۳       | -                    |
| ۲۰۲۰ | در این لحظه - منتشر شده در ۳ ژوئیه ۲۰۲۰  | -                    |

### تک آهنگ‌ها
| سال  | تنها                 | آلبوم              |
| ---- | -------------------- | ------------------ |
| ۲۰۰۵ | "جلال هاللویا"       | گلوری هاللویا – EP |
| ۲۰۰۷ | "نیتروژن صورتی"      | پولی اسکترگود      |
| ۲۰۰۸ | "من از راه متنفرم"   | پولی اسکترگود      |
| ۲۰۰۹ | "دیگر خیلی بی پایان" | پولی اسکترگود      |
| ۲۰۰۹ | "لطفا دست نزنید"     | پولی اسکترگود      |
| ۲۰۰۹ | "نیتروژن صورتی"      | پولی اسکترگود      |
| ۲۰۰۹ | "باشگاه خرگوش ها"    | پولی اسکترگود      |
| ۲۰۱۳ | "هوس سرگردانی"       | فلش‌ها              |
| ۲۰۱۳ | "پیله"               | فلش‌ها              |
| ۲۰۱۴ | "متعاقبا گم شد"      | فلش‌ها              |
| ۲۰۱۹ | "کره"                | در این لحظه        |
| ۲۰۲۰ | "قرمز"               | در این لحظه        |